# Fort Lauderdale International Film Festival
Il Fort Lauderdale International Film Festival (FLIFF) è un festival cinematografico statunitense, istituito nel 1987 dalla Broward Country Film Society allo scopo di introdurre la produzione cinematografica indipendente nel sud della Florida. Ogni anno per quattro settimane, alcune città della Florida meridionale ospitano una rassegna cinematografica pubblica durante la quale vengono presentati i film in corncorso. È il festival cinematografico più lungo del mondo secondo il Guinness dei primati.

## Storia
Nel 1986 nasce la Broward County Film Society, un'associazione che lavora per lo sviluppo e la diffusione del cinema indipendente. Un anno dopo prende vita il festival cinematografico, all'inizio durava pochi giorni ed era dedicato soltanto all'industria cinematografica indipendente. Nel 1990 il festival si amplia in durata (tre settimane) e in sezioni. Uno dei nuovi progetti, la Student Film Competition, diventa popolare anche grazie alla presenza straordinaria di Martin Scorsese. Il cuore del Festival è il Cinema Paradiso di Fort Lauderdale, ristruttuto nel 2000.

## Programma
Attualmente il festival offre un programma ampio, con sezioni dedicate alla formazione di nuovi filmmakers, retrospettive per omaggiare il cinema del passato, sezioni dedicate al cinema per ragazzi, laboratori, concerti e attività ludiche, oltre alla presentazione dei film statunitensi e internazionali con première presenziate dalle star del cinema. 

## I premi
I premi vengono assegnati durante la serata di gala conclusiva. Le categorie del concorso prevedono i seguenti premi: premio della giuria per il miglior film; premio speciale della giuria; miglior regista, miglior attore/attrice, miglior attore/attrice non protagonista, miglior cast, migliore sceneggiatura, miglior fotografia, miglior film.